# Diocesi di Glendalough
La diocesi di Glendalough (in latino Dioecesis Glendalacensis) è una sede soppressa e sede titolare della Chiesa cattolica. Per la sede titolare, immutato il latino, si usa la grafia Glenndálocha.

## Territorio
La diocesi comprendeva parte dell'odierna contea di Wicklow, nell'Irlanda orientale.
Sede vescovile era l'abbazia di Glendalough.

## Storia
La diocesi fu eretta nel VII secolo da san Keivin (Caoimhín in irlandese). Come tutte le antiche sedi irlandesi, anche Glendalough era una diocesi monastica, dove l'abate del monastero, non necessariamente ordinato vescovo, aveva la giurisdizione su Glendalough e i monasteri affiliati.
Con il sinodo di Rathbreasail del 1111, la diocesi fu riformata sul modello delle ecclesiae episcopales del resto dell'Europa.
Con il sinodo di Kells del 1152, essa divenne suffraganea di Dublino, contestualmente elevata al rango di sede metropolitana.
Il 25 febbraio 1215 la diocesi di Glendalough fu unita all'arcidiocesi di Dublino.
Dal 1969 Glendalough è annoverata tra le sedi vescovili titolari della Chiesa cattolica con il nome di Glenndálocha; dal 13 agosto 2023 l'arcivescovo, titolo personale, titolare è Kevin Randall, nunzio apostolico in Bangladesh.

## Cronotassi

### Vescovi
- San Keivin † (? - 3 giugno 618 deceduto)
- San Libba † (VII secolo)
- Aidan (o Aempadan) † (VII secolo)
- San Rufino † (VII secolo)
- San Colman † (VII secolo)
- Dairchell MacCuretai † (? - 3 maggio 674 deceduto)
- San Sellan †
- Edirskill † (? - 808/814 deceduto)
- Dongall MacBaithen † (? - 899 deceduto)
- Cormac Fitz-Bran † (? - 925 deceduto)
- Nuadhu † (? - 928 deceduto)
- Gilda na Noahm I † (? - prima del 1085 dimesso)
- Cormac O'Mail † (? - 1101 deceduto)
- Aedh O'Modan † (? - 1126 deceduto)
- Gilda na Noahm II † (menzionato nel 1152)
- Kinad O'Ronan † (prima del 1166 - 1173 deceduto)
- Malchus † (menzionato nel 1179)
- William Piro (o Peryn) † (prima del 1192 - 1214 deceduto)

### Vescovi titolari
- Raymond D'Mello † (20 dicembre 1969 - 24 novembre 1971 deceduto)
- Marian Przykucki † (12 dicembre 1973 - 15 giugno 1981 nominato vescovo di Chełmno)
- Donal Brendan Murray † (4 marzo 1982 - 10 febbraio 1996 nominato vescovo di Limerick)
- Diarmuid Martin (5 dicembre 1998 - 3 maggio 2003 nominato arcivescovo coadiutore di Dublino)
- Guy Sansaricq † (6 giugno 2006 - 21 agosto 2021 deceduto)
- Kevin Randall, dal 13 agosto 2023